# 轿子山

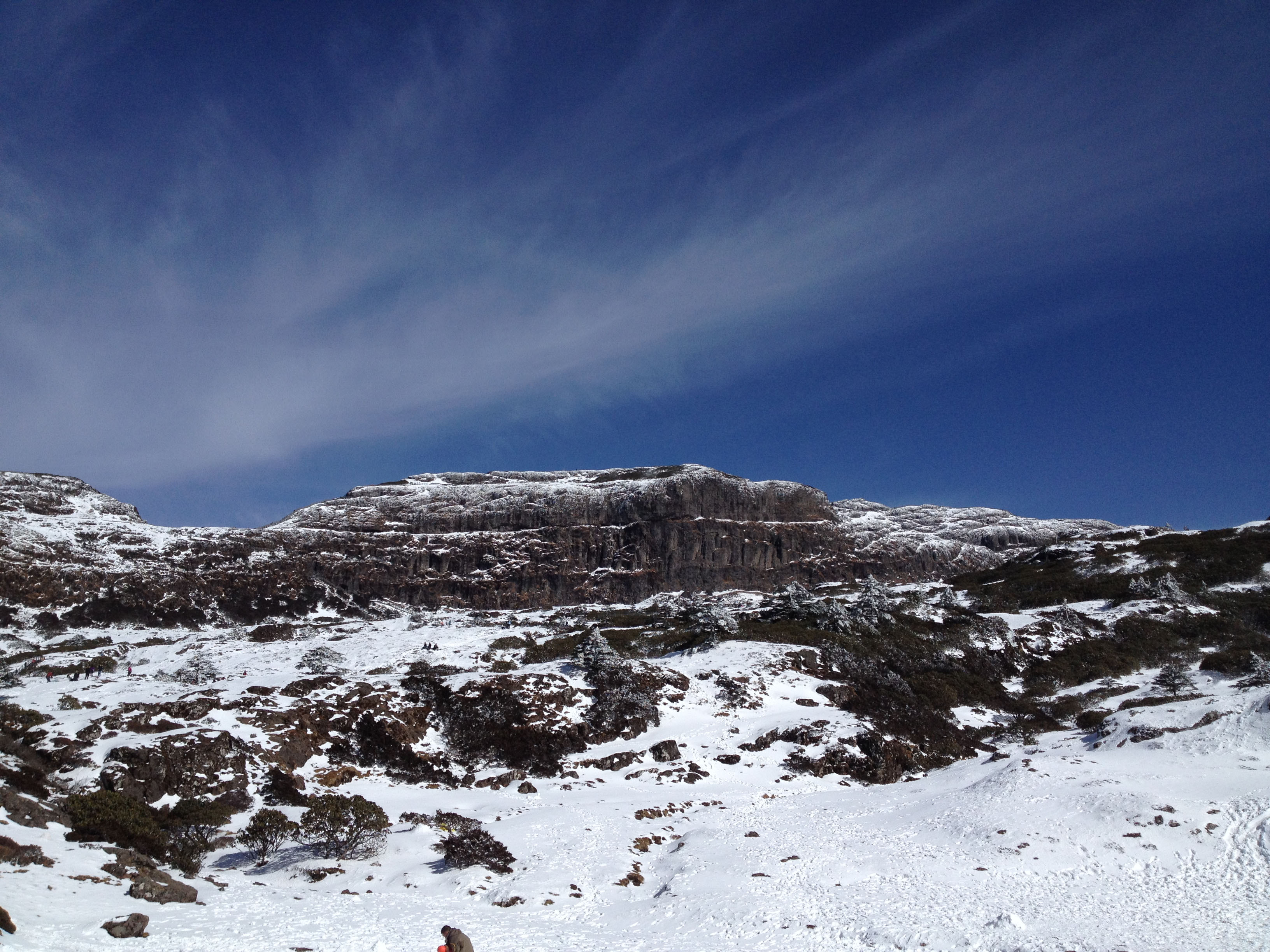
冬季轿子山顶峰

轿子山又稱轎子雪山，位于中国云南省昆明市北部禄劝彝族苗族自治县和东川区交界处，距昆明市区151公里，最高点海拔4344米，属于拱王山系，因山峰形如花轿而得名。轿子山是昆明北部阻隔南下寒流的天然屏障，是形成昆明乃至滇中地区“四季如春”气候的条件之一。早在一千多年前，南诏国王阁罗凤仿效古代中原帝王册封五岳之举，封云南地区五岳名山，轿子山为群岳之首，称为东岳“木尼白”。2011年4月16日，国务院批准建立轿子山国家级自然保护区。2023年8月16日7时至8月18日22时，轿子山索道暂停营运。
现轿子山是昆明地区冬季赏雪观光的主要景区。